# Cooperativa de Produção Agropecuária dos Assentados e Pequenos Produtores da Região Noroeste do Estado de São Paulo
A Cooperativa de Produção Agropecuária dos Assentados e Pequenos Produtores da Região Noroeste do Estado de São Paulo – COAPAR - foi fundada em 3 de outubro de 2000, por 24 membros de diversos assentamentos rurais da região noroeste do Estado de São Paulo. Hoje conta com 455 famílias associadas - assentados e pequenos produtores.

## O projeto
A sede administrativa está localizada em Andradina. Atualmente a Cooperativa abrange os municípios de Castilho, Andradina, Ilha Solteira, Itapura, Guaraçaí, Pereira Barreto, Murutinga do Sul e Mirandópolis. Tem como objetivo realizar o desenvolvimento da produção agropecuária e agroindustrial e a comercialização da produção, visando alcançar níveis de racionalidade, eficiência econômica e produção em escala comercial da exploração agropecuária.
Atualmente a COAPAR comercializa em média 35000 mil litros de leite por dia, coletados aos produtores associados, e mantém vínculos comerciais com  os Laticínios Trevizan, Laticínios Confepar, Laticínios Neolat , Laticínio Jussara , Laticínios Tio Dom Dom e Laticínios Pastora da Fazenda. Ao reunir a produção dos 634 associados, a Cooperativa existe para prestar serviços nas áreas de fornecimento de insumos agropecuários, para comercialização do leite in natura e derivados como Leite pasteurizado, iogurtes, queijos, leite em pó, Requeijão, feijão e Hortaliças.
A proposta de criação da cooperativa foi acompanhada do projeto de construção de um laticínio. Porém, considerando as dificuldades de acesso a linhas de crédito adequadas às condições dos pequenos produtores e dada a concorrência do setor, decidiu-se inicialmente pela melhoria do sistema de granelização da produção leiteira nos assentamentos da região. Assim, procedeu-se à aquisição de tanques de resfriamento e à organização da produção existente, postergando-se a criação do laticínio.
Através da aquisição dos tanques de resfriamento já existentes, a Cooperativa consegue atender a nova legislação sobre comercialização de leite, que proíbe a comercialização do leite à temperatura ambiente.
Com o resfriamento do leite, a COAPAR agrega qualidade e valor ao  produto, melhorando significativamente a logística de captação de leite e assim gera acréscimo na renda das 634 famílias que, na sua grande maioria, têm na pecuária leiteira a sua principal atividade.
Outra ação desenvolvida através da COAPAR é a capacitação das famílias e técnicos da Cooperativa em Agroecologia, Gestão Ambiental e da Produção, visando a melhoria do manejo do gado e do sistema produtivo como um todo, incluindo higiene, pastagens e carga genética, já que a produção média por matriz leiteira, na região, é muito baixa (cerca de 4 a 5 l/dia/vaca). Aumentando-se a produtividade, cresce ainda mais o ingresso das famílias e melhoram as condições de emancipação dos assentamentos. A COAPAR está ligada ao Movimento dos Trabalhadores Rurais Sem-terra (MST).